# Tatuin
A Tatuin (angolul Tatooine) egy bolygó a Csillagok háborúja fiktív univerzumában. Felszíne nagyrészét homok borítja. A Galaxis középpontjától 43 000 fényév távolságra, a Külső Peremen, az Arkanis szektorban helyezkedik el.

## Történelme

### A rakata invázió
A bolygó első ismert értelmes lakosai a kumumgah nevű humanoid faj tagjai voltak, akik technológiailag fejlett civilizációt hoztak létre. A rakaták, akik a Galaxis nagy részét meghódították, leigázták a Tatuint is, amely abban az időben (több tízezer évvel a yavini csata előtt) kellemes, mérsékelt éghajlatú és nagyrészt víz borította bolygó volt. A Kumumgah lázadás miatt a rakaták hadihajói bombázni kezdték a bolygót, ami katasztrofális hatásokkal járt: az óceánok és folyók elpárologtak, a felszín és az éghajlat teljesen megváltozott, az élővilág nagy része elpusztult. A Tatuin elsivatagosodott, eredeti formáját soha többé nem nyerte vissza. A rakata birodalom megdőlése után a bolygó hosszú időkre feledésbe merült.
A kumumgah csekély számú maradékaiból, a sivárrá és ellenségessé vált környezet hatására két új faj jött létre, melyek nagyon jól alkalmazkodtak az iszonyatos meleghez és szárazsághoz: a taszkenek (buckalakók) és a dzsavák. Egyes taszken legendák szerint őseiket, a kumumgah-t a rakaták nagy létszámban hurcolták el rabszolgának, és ezekből az elhurcoltakból lett az emberi faj. Dzsava legendák is említik, hogy a bolygó valamikor vízben gazdag volt és óceánok voltak a felszínén.

### A Régi Köztársaság kora
A rendszer Régi Köztársaság korában történt felfedezésekor (Y. e. 5000) először úgy gondolták, hogy három nap van a rendszerben (a Tatuint is beleértve), ezért évtizedekig így szerepelt a térképeken. A későbbi közelebbi vizsgálat feltárta, hogy a fényes, kristályos, csillogó homok tévesztette meg a korábbi érzékelőket, amik a bolygóról visszavert fény erősségét mérték.
Az alaposabb vizsgálatok befejezése után a bolygó mint nyersanyagforrás lett ismert és vonzott magához vállalkozókat, akik szinte napok alatt bányákat és feldolgozó üzemeket építettek a bolygó északi felén, egy viszonylag kis területen koncentrálódva.
Az első felfedezők a mélyebb rétegekben található fémek kitermelésével foglalkoztak, de később a nyersanyag nem bizonyult jó minőségűnek (ugyanis időben véletlenszerűen változó mágneses hatásokat mutatott), ezért a bányászatot hamar abbahagyták. Ezalatt az idő alatt a felszínre hozott sziklák helyenként megkövesedett fosszíliákat tartalmaztak. Valószínűleg a bányászok alapították az egyik legősibb emberi települést, Ancorheadet is (ahol később Luke Skywalker a gyermekkorát töltötte).
A bolygó történelme során rendszeresen – bár nem túl intenzíven – az emberek, illetve csekélyebb mértékben más fajok (elsősorban a huttok és a rodiaiak) érdeklődési körébe tartozott, akik többször is megpróbáltak településeket létrehozni. Ezek hol a buckalakók támadásai nyomán pusztultak el, akik nemcsak fosztogatni szeretik az idegeneket, de területeik mások általi megsértését is halálos bűnnek tekintik; hol pedig csillagközi háborúk nyomán. Néhány betelepülési kísérlet kudarcának oka máig nem ismert, így pl. a Mandalor Háborúk alatt létrehozott kis mandalori helyőrség eltűnésének oka sem.
A Régi Köztársaság alatt a Tatuint a köztársasághoz csatolták, egy ideig szenátora is volt (a Y. e. 4000-es évek egy részében egy Sidrona Diath nevű ember képviselte, aki a Jedi Rendbe tartozott, később pedig Főkancellár lett). Azonban a telepek instabil helyzete, a bolygó központtól való nagy távolsága, valamint csekély gazdasági és politikai jelentősége miatt a fennhatóság inkább csak formális volt.

### A Hutt korszak
A Y. e. hatvanas években a bolygóra egymással harcoló Hutt klánok települtek. Végül Jabba került ki közülük győztesen, aki hamarosan ellenőrzése alá vonta a gazdasági életet. Y. e. 65-től kezdve, bár a Köztársaság még létezett, a bolygó valódi urainak a Huttok tekinthetőek. A bolygón megindult egyfajta pezsgés:  a kisméretű, galaktikus mértékben primitívnek számító nagyobb települések – közöttük is elsősorban az űrkikötők – a csempészek, feketézők és gengszterek gyülekezőhelyévé változtak, ahol számos piszkos üzlet köttetett meg naponta. Egész szórakoztatási iparág nőtte ki magát továbbá a rendszeresen megrendezett fogatversenyekből, amely az eddig ismertek mellett egy további szerencsejáték, a fogadás alapja lett.

### A Galaktikus Birodalom kora
A Birodalom korában újra lett gazdája a bolygónak, kapott egy kisebb létszámú rohamosztagosnak fenntartott helyőrséget, valamint egy állandó birodalmi felügyelőt. A Huttok hatalma is megmaradt, palotájából Jabba továbbra is ellenőrzött mindent, ami csak illegális és jövedelmező, mígnem egy csapat felkelő, akik a foglyul ejtett Han Solót szabadították ki, el nem pusztította a gengsztervezért és harcosainak javát a carcooni összecsapás során.
A Tatuin, bár kívül esik a Köztársaság és a Birodalom érdeklődési körén, mégis jelentős helyszíne a galaxis történelmének.
Ide hozták Anakin Skywalkert fiatal korában, és itt élt rabszolgaként édesanyjával, Shmi Skywalkerrel Mos Espában, Watto, az ócskás rabszolgájaként. Itt fedezte fel Qui-Gon Jinn jedi mester. Egy fogathajtóversenyt sikerül megnyernie, így szabaddá válik a rabszolgaság alól.
Egy generációval később ide hozta Obi-Wan Kenobi a csecsemő Luke Skywalkert, Anakin fiát, akit Owen és Beru Lars a párafarmjukon neveltek fel. Obi-Wan is ezen a bolygón telepedett le remeteként a köztársaság bukása után.
Ha a világegyetemnek egyáltalán van valahol egy fényes központja, akkor ez a bolygó esik a legtávolabb tőle.

## Leírása

Kettős naplemente a Tatuin bolygón (a Csillagok háborúja IV: Egy új remény c. filmben, középen Luke Skywalker, balról egy párafarm egyik épülete)

A Tatuin egy bizonyos területe alatt rendellenes mágneses tulajdonságú kőzet található, ami a bolygó erős mágneses terével és a szelekkel kölcsönhatásban folyamatosan egy viszonylag hűvösebb mikroklímát tart fenn ezen a területen. A bolygó más részein napközben a legmagasabb hőmérséklet elérheti a 65 °C-t, ehelyett itt legfeljebb 43 °C mérhető. A települések zöme emiatt ebben a zónában összpontosul.
Bár a bolygó teljes és részletes feltérképezése soha nem történt meg, annyi megállapítható, hogy a forróbb helyeken sem bányászatra alkalmas nyersanyagok, sem említésre méltó geológiai formációk nincsenek.
A Tatuin a legbelső bolygó a Tatu rendszerben. A két másik bolygó Ohann és Adriana, ezek hatalmas és lakatlan gázbolygók. A közöttük lévő sávban hét hold helyezkedik el. 
A bolygónak két napja van, a Tatu 1 és Tatu 2 (amik egymástól nem túl nagy távolságra keringenek egymás körül, így fizikai kettőscsillag-rendszert alkotnak), ezért napközben állandó a forróság, ami éjszaka gyorsan lehűl a vékony felhőréteg miatt. A levegő száraz, csak hajnalban tartalmaz némi nedvességet, ami valószínűleg a bolygó belsejéből szabadul fel. A napok tömege egyenként egy-egy naptömegnek felel meg, méretük is csak kissé tér el egymástól.
A bolygó a két naptól nagyjából 1,1 CsE távolságban kering, ennek következtében felszínét 1,7-szer annyi napsugárzás éri, mint a Földet.
A két nap színképe egymástól kissé eltérő, a Tatu 1-é G1-es, a Tatu 2-é G2-es, egyik sárgásabb, a másik kékesebb árnyalatú (lehetséges, hogy egyik vagy mindkettő változócsillag). A bolygó a két nap közös tömegközéppontja körül kering, mindkettőtől elegendően nagy távolságra. A bolygón egy nap 23 óra, egy év 304 helyi napból áll. Amikor olyan napfogyatkozás van, amikor az egyik nap eltakarja a másikat, a bolygót érő fény és napenergia kb. a felére csökken, ez átmeneti, hosszabb ideig tartó lehűléssel és homokviharokkal jár. Az ilyen napfogyatkozás a méretekből következően a bolygó egész felszínét érinti. (Owen Lars erre a jelenségre utalhat, amikor az Egy új remény c. filmben „évszakról” beszél).
A két nap létének ártalmatlan, de érdekes mellékhatása, hogy mivel legtöbbször két nap látható, ezért az árnyékok széle elmosódott, még tiszta idő esetén is. (Esetleges kettős árnyék megfigyelése a napok egymástól való nagyobb távolságára utal).
A bolygó nagyobbrészt homokdűnékből áll, ezt helyenként magasabban fekvő, sziklás területek szakítják meg. A homok megjelenése nem homogén, színe a sötétebb sárgásvöröstől az egészen világos sárgáig terjed. Ez valószínűleg a homokot alkotó különböző anyagok eltérő összetétele miatt van így. A felföld szélein erózióra utaló jelek láthatók, amik egy része a homok és a szél koptató hatásának tudható be, más részük egyértelműen valamikori vízfolyások nyomait viselik magukon.
A felszín alatt nem túl nagy mélységben víznek kell lennie, különben nem volna lehetséges a felszínen növényi és állati élet. A Tatuinon néhány nagy testű állat is megtalálható, melyek többsége a sziklásabb területen él. A sziklakanyonok mélyén bokorszerű növényzetet lehet megfigyelni, amik vagy az éjszaka lecsapódó pára vagy a talajból felszivárgó nedvesség útját követik.
A holdak száma bizonytalan, egyes források szerint kettő, más források szerint három holdja van.
A bolygó légkörében nappal is nedvességnek kell lennie, mivel felhők többször is láthatók (az Egy új remény c. filmben  mindkét naplemente esetén).
Lars otthona közelében felhőtlen az ég, amikor a dzsavák a droidokat hozzák eladásra, de másnap már felhős, amikor a farmot lerombolják. Emiatt nyitott kérdés, hogy a felhők hiánya a párafarm nedvességet lekötő működésének következménye-e.

## Gazdasági működése
A bányászat befejezése után a felszereléseket és az építményeket otthagyták. Bár ezek állapota a későbbi betelepülések idejére jelentősen leromlott, a párafarmerek az ott hagyott kompresszorok és árokásók egy részét fel tudták használni farmjaik építésekor. Egyes korábbi bányászati cégek emiatt számlákat küldtek a farmereknek.
A bolygó állandó lakói főként párafarmerek (például Owen Lars), akik a levegőből begyűjtött párából vizet állítanak elő és annak kisebb részét a saját, föld alatt lévő növénytermelő telepeiken hasznosítják, a víz nagyobb részével pedig kereskednek.
A bolygó hivatalos fővárosa és a kormány központja Bestine, ami Mos Eisleytől 200 km-re nyugatra található, de Mos Eisley a forgalmasabb, itt van a bolygó legnagyobb űrkikötője. További, kisebb űrkikötők: Mos Espa, Mos Taike és Mos Entha. Egyéb települések: Motesta, Wayfar, Anchorhead, Arnthout.
Bár a Birodalom szélén fekszik, de a közelében több nagy kereskedelmi útvonal is van (Triellus kereskedelmi útvonal, Corelliai kereskedelmi útvonal), aminek következtében a bolygó sokak számára átszállási pontként funkcionál.

## Élővilága
A bolygó elsivatagosodása utáni több ezer év elegendőnek bizonyult néhány őshonos állatfaj számára, hogy alkalmazkodjon a szélsőséges klímához. A homokbuckák és sziklaszurdokok között nagyobb számban élt a buckapatkány  nevű, kb. két méteres vagy kicsit nagyobb testhosszú mindenevő, rágcsálószerű állat (Luke Skywalker az első Halálcsillag elleni támadásra készülvén említette, hogy szórakozásból ezekre vadászott fiatalabb korában egy T-16-os felhősiklóból). Egy nagyobb méretű ragadozó, a buckamacska is őshonos volt a bolygón. A bolygó további jellegzetes és nagyon veszélyes lakosai voltak a hatalmas Krayt sárkánygyíkok. A bolygón élt egy sarlakk is, egyike a Galaxis legkülönösebb lényeinek, akinek üregébe Jabba a különösen gyűlölt ellenségeit dobta. A sarlakk áldozatává válni évekig tartó, borzalmas kínhalált jelentett, mert a szörnyeteg lassan emésztette meg eledelének nemcsak testét, de elméjét is. Többször is feltűnik a filmekben a bolygón nagy tömegben megtalálható, elsősorban teherhordó és húsállatként tartott lószerű patás, a négylábú, rövid ormányos eopie, valamint a nála jóval robusztusabb felépítésű négylábú, a hatalmas és hosszú nyakú, sötét bőrű ronto is, mely utóbbit főleg a dzsavák használták hátasként. Egy, a komodói varánuszokra emlékeztető felépítésű és méretű hüllőszerű négylábú, a dewback, szintén őshonos a Tatuinon, szelídíthető. Hátasként még a Birodalmi rohamgárda is használta (a IV. epizód felújított változata elején látható egy dewbackon lovagló rohamgárdista, amikor a birodalmiak a Tantive IV-ről szökött űrkomp esetleges utasai után kutatnak).
A bolygó növényvilága csak elvétve kerül a történetek fókuszába. Az Egy új remény című filmben a Buckalakók Luke Skywalker járművét veszik célba egy hegyoldalból. A jelenetet egy vádiban forgatták, a vádi mélyén pedig zöld növények látszanak. (A jelenetbe vélhetően azért kerültek a növények, mert a Tatuin kifejezett kopárságára vonatkozó koncepció nem volt még kiforrott.) Ugyanezen filmben Luke-ék farmja körül néhány zöld növény látszik. A jelentéktelen kinézetű endemikus virágtalan tölcsérnövény a Naween-oázisból származik. Az Boba Fett könyve sorozat első részében a történet középpontjába egy fekete dinnye nevű növény kerül, amely a homok felszíne alatt növekszik és néhány kortynyi vizet tartalmaz.

## Megjelenése a Csillagok háborúja filmekben
- Csillagok háborúja I: Baljós árnyak  (1999. május 19.)
- Csillagok háborúja II: A klónok támadása (2002. május 16.)
- Csillagok háborúja III: A Sith-ek bosszúja (2005. május 19.)
- Csillagok háborúja IV: Egy új remény (1977. május 25.) az eredeti cím Csillagok háborúja volt; ez volt az első a sorozatból
- Csillagok háborúja VI: A Jedi visszatér (1983. május 25.)
- Csillagok háborúja XI: Skywalker kora (2019. december 9.)

A IV. epizódban ide zuhan le R2-D2 és C-3PO mentőkabinja, ezzel kezdődnek meg a történések. Jellegzetesség, hogy ebben az epizódban egyáltalán nem említik meg a bolygó nevét: először csak a Jedi visszatér c. epizód főcímének beúszó szövegében („Luke Skywalker visszatér a Tatuin bolygóra ...”). Az Új remény könyvváltozatában azonban szerepel.

## Érdekesség
A filmbéli bolygó nevét a dél-tunéziai Tataouine városról kapta, mivel a Csillagok háborúja filmet tunéziai helyszíneken forgatták. Az eredeti forgatókönyvben  még Aquilae néven szerepelt.
A Tatuint ábrázoló filmeket sok helyszínen forgatták: Afrikában Dzserba, Matmata, Tozeur, Medenine, Ksar Hadada, a Sott-el-Dzseríd, és a Nagy Dűne (La Grande Dune), Kaliforniában a Death Valley, Arizonában Yuma homokdűnéi szolgáltak helyszínül.
Egy ismert diogenit meteorit neve Tatahouine (vagy Tataouine) (azonos kiejtéssel, mint a Tatuin), mely Tunéziában 1931-ben hullott és valószínűleg egy a 4 Vesta aszteroidát ért óriás becsapódás szakította ki a Vestából; így jutott a Földre.